# 2052 Tamriko
2052 Tamriko eller 1976 UN är en asteroid i huvudbältet som upptäcktes den 24 oktober 1976 av den danske astronomen Richard West vid La Silla-observatoriet. Den är uppkallad efter Tamara West, upptäckarens fru.
Asteroiden har en diameter på ungefär 26 kilometer och den tillhör asteroidgruppen Eos.